# ГЕС Näverede
ГЕС Näverede – гідроелектростанція у центральній частині Швеції. Розташована між ГЕС Midskog (вище по течії) та ГЕС Stugun, входить до складу каскаду на одній з найважливіших річок країни Індальсельвен (знаходиться на ділянці її нижньої течії після виходу з озера Стуршен). 
Під час спорудження станції бічні частини долини річки перекрили земляною греблею, а по центру звели бетонну споруду,  обладнану трьом шлюзами для перепуску надлишкової води. Довжина цієї греблі складає 770 метрів при максимальній висоті до 18 метрів. Між бетонною та правобережною земляною частинами розташований русловий машинний зал. Від нього проклали відвідний канал довжиною 0,2 км, після чого протягом ще 0,5 км провели розчистку русла річки. 
Машинний зал обладнали двома турбінами типу Каплан виробництва італійської компанії Franco Tosi загальною потужністю 64 МВт. На початку 21 століття обидва гідроагрегати пройшли модернізацію, що збільшило потужність станції до 70 МВт. При напорі у 13 метрів вона забезпечує виробництво 340 млн кВт-год електроенергії на рік.